# Långetjärnet (Laxarby socken, Dalsland)
Långetjärnet är en sjö i Bengtsfors kommun i Dalsland och ingår i Göta älvs huvudavrinningsområde. Sjön har en area på 0,13 kvadratkilometer och ligger 121,4 meter över havet.

## Delavrinningsområde
Långetjärnet ingår i det delavrinningsområde (656393-129861) som SMHI kallar för Mynnar i Svärdlång. Medelhöjden är 171 meter över havet och ytan är 4,53 kvadratkilometer. Det finns ett avrinningsområde uppströms, och räknas det in blir den ackumulerade arean 14,7 kvadratkilometer. Vattendraget som avvattnar avrinningsområdet har biflödesordning 4, vilket innebär att vattnet flödar genom totalt 4 vattendrag innan det når havet efter 210 kilometer. Avrinningsområdet består mestadels av skog (94 procent). Avrinningsområdet har 0,13 kvadratkilometer vattenytor vilket ger det en sjöprocent på 2,9 procent.